# Castello di Prelerna
Il castello di Prelerna, noto anche come castello di Pizzofreddo e castel Gofredo, era un maniero medievale, i cui resti sorgono sul crinale che divide la val Pessola dalla val Taro, in prossimità del borgo di Prelerna, frazione di Solignano, in provincia di Parma.

## Storia
Il castello fu edificato in epoca medievale in corrispondenza del confine tra i territori appartenenti a parmigiani e piacentini; il maniero fu menzionato per la prima volta nel 1226 negli Statuti di Parma e nel 1243 fu affidato al podestà di Mariano di Pellegrino insieme ai manieri di Serravalle, di Cornigliolo e di Mariano.
La strategica fortificazione risultava nelle mani dei parmigiani anche negli Statuti del 1255 e del 1266, ma successivamente se ne impossessarono i marchesi Pallavicino.
Nel 1347 il Comune di Parma ordinò invano al podestà cittadino di recuperare il maniero perduto e di difenderlo.
L'anno seguente Oberto III Pallavicino ereditò dal padre Manfredino, in seguito alla divisione col fratello Donnino, la sua quota di Solignano, con le pertinenze di Viatica, di Pizzofreddo, di Dongula, di Fosio, di Oriano e di Pagazzano, Frescarolo, Roncole e Busseto, capitale dello Stato Pallavicino, con le pertinenze di Sant'Andrea, di Vidalenzo, di Spigarolo, di Rascarolo e di Semoriva. Nel 1360 Oberto ricevette dall'imperatore Carlo IV di Lussemburgo conferma dell'investitura su numerosi feudi del Parmense, tra cui Pizzofreddo.
Nel 1395 l'imperatore Venceslao di Lussemburgo confermò a Niccolò Pallavicino, figlio di Oberto, i diritti su tutte le terre assegnate al padre, tra cui Solignano e le sue pertinenze.
Nel 1441 Niccolò Piccinino convinse Filippo Maria Visconti del tradimento di Rolando il Magnifico, figlio di Niccolò, e si fece incaricare di conquistarne lo Stato Pallavicino; il Marchese fu costretto alla fuga e tutte le sue proprietà furono incamerate dal Duca di Milano, che nel 1442 assegnò al condottiero il feudo di Solignano e numerosi altri nel Parmense. Nel 1445, in seguito alla morte di Niccolò, il Visconti confermò ai suoi figli l'investitura su Solignano e numerosi altri castelli.
Nel 1448 Orlando Pallavicino organizzò un esercito per riconquistare le terre perdute; il figlio Giovan Lodovico riconquistò il castello di Solignano e riuscì a recuperare quasi tutti i feudi. Nel 1457, alla morte di Rolando, Solignano con le pertinenze fu ereditata in parti uguali dai due figli Oberto e Gianfrancesco.
In seguito il maniero, completamente abbandonato, cadde in degrado, tanto che agli inizi del XIX secolo ne sopravvivevano pochi ruderi; si diffuse allora la diceria secondo cui Goffredo di Buglione, diretto in Terra santa per la prima crociata, sarebbe passato per Prelerna e vi avrebbe sostato; l'antica fortificazione divenne quindi impropriamente nota come castel Gofredo.

## Descrizione
Dell'antico maniero sopravvivono solo pochissimi ruderi lungo il crinale che divide la val Taro dalla val Pessola, tra la località di Prelerna e il piccolo borgo di Pizzofreddo.